# Шаблієвський Георгій Васильович
Георгій (Єгор) Васильович Шаблієвський (квітень 1892, місто Ростов-на-Дону, тепер Російська Федерація — 1973, місто Москва, Російська Федерація) — радянський діяч, секретар Таганрозького окружного комітету КП(б)У, голова виконавчого комітету Таганрозької окружної ради, голова Північно-Кавказької крайової ради народного господарства. Член Комісії радянського контролю при РНК СРСР у 1934—1938 роках.

## Життєпис
Народився в родині вантажника. У 1903 році закінчив двокласну церковноприходську школу Перцева в Ростові-на-Дону.
З червня 1903 по вересень 1907 року — водонос на млині Парамонова в Ростові-на-Дону. У вересні 1907 — серпні 1908 року — молотобієць Ростовського чавуноливарного заводу Пастухова. У вересні 1908 — березні 1911 року — токар механічного заводу Токарєва, сільськогосподарського заводу «Металіст», заводу Картожинського в Ростові-на-Дону.
Член РСДРП з листопада 1908 року (за іншими даними — з березня 1917 року).
У квітні 1911 — квітні 1912 року — слюсар майстерні Івченка в місті Єкатеринодарі. У квітні 1912 — січні 1913 року — слюсар майстерні Кольцова в місті Армавірі. У січні 1913 — липні 1914 року — слюсар майстерень Шаєвича і Барца в місті Новоросійську.
У серпні 1914 — вересні 1915 року — токар Північно-Кавказького нафтового товариства в місті Грозному. У вересні 1915 — червні 1916 року — токар Харківського паровозобудівного заводу, столяр фабрики Духовського в Харкові. У липні 1916 — травні 1918 року — токар Франко-російського міднопрокатного і механічного заводу в Петрограді, токар Російсько-Балтійського заводу в місті Таганрозі.
У 1917—1918 роках — член Таганрозького комітету РСДРП(б), член президії Таганрозької ради, голова мирної делегації із переговорів з німецькими військовими частинами в Таганрозі Області Війська Донського. 
У травні 1918 — травні 1919 року — заступник голови ради 2-го міського району міста Петрограда, голова правління Російсько-Балтійських заводів у Петрограді.
У 1919 році закінчив прискорений курс Фінансової академії в Петрограді.
У травні 1919 — січні 1920 року — керівник із нелегальної роботи та член Донського бюро РКП(б) у містах Воронежі та Курську.
У січні 1920 — лютому 1921 року — секретар Таганрозького окружного комітету КП(б)У.
У березні 1921 — березні 1922 року — голова виконавчого комітету Таганрозької окружної ради Донецької губернії; секретар Донецької губернської Спілки металістів у місті Бахмуті.
У 1922 році — керуючий Таганрозького державного об'єднаного металургійного заводу.
У квітні 1922 — січні 1923 року — заступник голови Донецької губернської Ради народного господарства в місті Бахмуті.
У січні 1923 — лютому 1927 року — керуючий Об'єднаними електричними станціями Ростова-на-Дону та Нахічевані-на-Дону (ДонГЕС).
У березні 1927 — жовтні 1929 року — начальник будівництва Шахтинської ГРЕС імені Артема (Артембуд) у місті Шахти.
У жовтні 1929 — січні 1930 року — голова акціонерного товариства «Доншахтструм».
У 1930 році закінчив заочно три курси Ростовського енергетичного інституту.
У січні 1930 — червні 1932 року — голова Північно-Кавказької крайової ради народного господарства.
У червні 1932 — січні 1934 року — уповноважений Народного комісаріату важкої промисловості СРСР по Північно-Кавказькому краю. У січні — березні 1934 року — уповноважений Народного комісаріату важкої промисловості СРСР по Азово-Чорноморському краю.
У березні 1934 — жовтні 1935 року — уповноважений Комісії радянського контролю при РНК СРСР по Харківській області УРСР.
У листопаді — грудні 1935 року — керівник групи електропромисловості і електростанцій Комісії радянського контролю при РНК СРСР. У грудні 1935 — травні 1937 року — член, керівник групи будівництва і будівельних матеріалів Комісії радянського контролю при РНК СРСР. У травні 1937 — 28 вересня 1938 року — керівник групи харчової промисловості Комісії радянського контролю при РНК СРСР.
У листопаді 1938 — листопаді 1941 року — старший інспектор Всесоюзного тресту із будівництва та монтажу спиртових заводів «Спиртбудмонтаж» у Москві, в листопаді 1941 — січні 1942 року — старший інспектор Всесоюзного тресту із будівництва та монтажу спиртових заводів «Спиртбудмонтаж» у Казані.
У січні — травні 1942 року — уповноважений Народного комісаріату харчової промисловості СРСР із відновлення промисловості Горьковської області.
У травні — вересні 1942 року — старший інспектор Народного комісаріату харчової промисловості СРСР у Москві.
У вересні 1942 — липні 1944 року — начальник Управління постачання і збуту Головного управління трудових резервів при РНК СРСР.
У липні — грудні 1944 року — заступник начальника Особливого управління із термоізоляції Народного комісаріату промисловості будівельних матеріалів СРСР.
У грудні 1944 — червні 1947 року — начальник Головного управління матеріально-технічного постачання «Росголовбудпостач» Народного комісаріату (Міністерства) промисловості будівельних матеріалів РРФСР.
У червні 1947 — жовтні 1949 року — заступник директора, в жовтні 1949 — лютому 1952 року — позаштатний редактор Бюро технічних перекладів Державної наукової бібліотеки Міністерства вищої освіти СРСР.
У лютому 1952 — після червня 1954 року — керуючий Московської контори із постачання підприємств і будівництв «Постачелектро».
Потім — персональний пенсіонер союзного значення в Москві.
Помер 1973 року в Москві. Похований в колумбарії Новодівочого цвинтару Москви.